# Hooker
Hooker är en ort i Texas County, Oklahoma, USA.